# Nicopol (Bulgária)
Nicopol (em búlgaro: Никопол; romaniz.: Nikopol, Nicópolis na Antiguidade e Idade Média) é uma cidade da Bulgária localizada no distrito de Pleven. A sua população era de 3 892 habitantes segundo o censo de 2010.

## História
Na época romana, era uma vila na província de Moesia, mencionada pela primeira vez em 169. Após o declínio do Império Romano, a cidade acabou por se localizar na fronteira norte do Império Bizantino. Em 1059, recebeu o nome de Nicópolis, palavra grega para "Cidade da Vitória". Durante a maior parte da Idade Média, fez parte do Império Búlgaro desde sua fundação em 681. Após a queda de Tarnovo em 1393, o último czar búlgaro Ivan Shishmandefendeu o que restou do Império da fortaleza de Nicopol, onde foi capturado depois que a cidade foi conquistada pelos otomanos em 1395. Nicopol é, portanto, às vezes considerada a capital da Bulgária durante esses dois anos. Foi o local da Batalha de Nicópolis, a última cruzada em grande escala da Idade Média, em 1396. Na fortaleza de Nicópolis, os exércitos unidos da Europa cristã liderados pelo rei húngaro Sigismundo e vários cavaleiros franceses foram derrotados. pelos otomanos sob Bayezid I e seu vassalo sérvio Stefan Lazarević.
Sob o domínio otomano, Nicopol tornou-se um importante centro militar e administrativo como um sanjaco, com uma forte fortaleza e uma vida econômica, espiritual e política florescente, até entrar em declínio durante os séculos XVII e XVIII. Era o centro de um distrito (caza), mas foi ultrapassado por Pleven como o centro regional daquela parte das terras búlgaras. Nicopol foi capturado pelos russos na Batalha de Nicopol em 1877.

## Tempos modernos
É a sede do município de Nicopol e presta serviços às aldeias locais. Nicopol foi parcialmente inundada pelo Danúbio durante as enchentes europeias de 2006 e atualmente está trabalhando na nova infraestrutura da cidade para gerenciar as flutuações no rio Danúbio.
A conclusão de uma balsa para carros em 2010 ligou a cidade a Turnu Măgurele através do Danúbio, na Romênia, estimulando o desenvolvimento local, incluindo a abertura de novos restaurantes e o primeiro hotel da cidade. Nicopol também serve como um porto para barcos turísticos onde os visitantes param e têm a oportunidade de pegar um ônibus para a cidade vizinha de Pleven, ou passar a tarde em Nicopol.
O quinto maior parque natural da Bulgária, Persina Natural Park, fica parcialmente em Nicopol. Persina Natural Park é o único parque natural búlgaro no rio Danúbio e contém pântanos, mais de 200 espécies de pássaros, 475 espécies de plantas e 1 100 espécies de animais. Com base na importância e singularidade, o Parque Natural Persina foi declarado um sítio Ramsar.
As atrações turísticas em Nicopol incluem as ruínas da fortaleza medieval, a ricamente decorada Igreja dos Santos Pedro e Paulo do século XIII ou XIV, a Igreja de Santo Estêvão esculpida na rocha, a Igreja do Renascimento Nacional Búlgaro da Dormição da Mãe de Deus de 1840, a fonte de água Elia com uma lápide romana antiga com um epitáfio e a casa-museu Vasil Levski.

## População
| Nicopol | Nicopol | Nicopol | Nicopol | Nicopol | Nicopol | Nicopol | Nicopol | Nicopol | Nicopol | Nicopol | Nicopol | Nicopol | Nicopol | Nicopol | Nicopol | Nicopol | Nicopol | Nicopol | Nicopol |
| --- | ------- | ------- | ------- | ------- | ------- | ------- | ------- | ------- | ------- | ------- | ------- | ------- | ------- | ------- | ------- | ------- | ------- | ------- | ------- |
| Ano | 1887    | 1910    | 1934    | 1946    | 1956    | 1965    | 1975    | 1985    | 1992    | 2001    | 2002    | 2003    | 2004    | 2005    | 2006    | 2007    | 2008    | 2009    | 2010    |
| População |         |         |         | 5,464   | 5,763   | 5,402   | 5,568   | 5,312   | 4,909   | 4,512   | 4,463   | 4,339   | 4,268   | 4,184   | 4,103   | 4,048   | 3,985   | 3,943   | 3,892   |
| Fontes: Instituto Nacional de Estatísticas, „citypopulation.de“, „pop-stat.mashke.org“, Bulgarian Academy of Sciences |         |         |         |         |         |         |         |         |         |         |         |         |         |         |         |         |         |         |         |